# Выборы в Всесоюзный съезд Советов (1935)
Безальтернативные выборы на VII-й всесоюзный съезд Советов прошли в январе 1935 года, на котором было избрано или делегировано 2022 депутата.

## Ход выборов
Де-факто, выборы представляли собой делегацию членов от автономных правительств красных сил, которые представляли интересы своего правительства и автономии на съезде.
Согласно сводке ЦИК, большинство избирателей было недовольно тем, что почти все советы не выполняли наказы избирателей, а депутаты не отчитывались о своей работе перед своими избирателями. Многие крестьяне были крайне недовольны и раздражены действующей дискриминационной избирательной системой, требуя изменения конституции и учреждение равных, свободных выборов, что приводило к критически низкой явке и постоянным перевыборам. Все эти события вкупе привели к серьезной дискуссии и стали предпосылкой к конституционной реформе 1936 года.

## Галерея

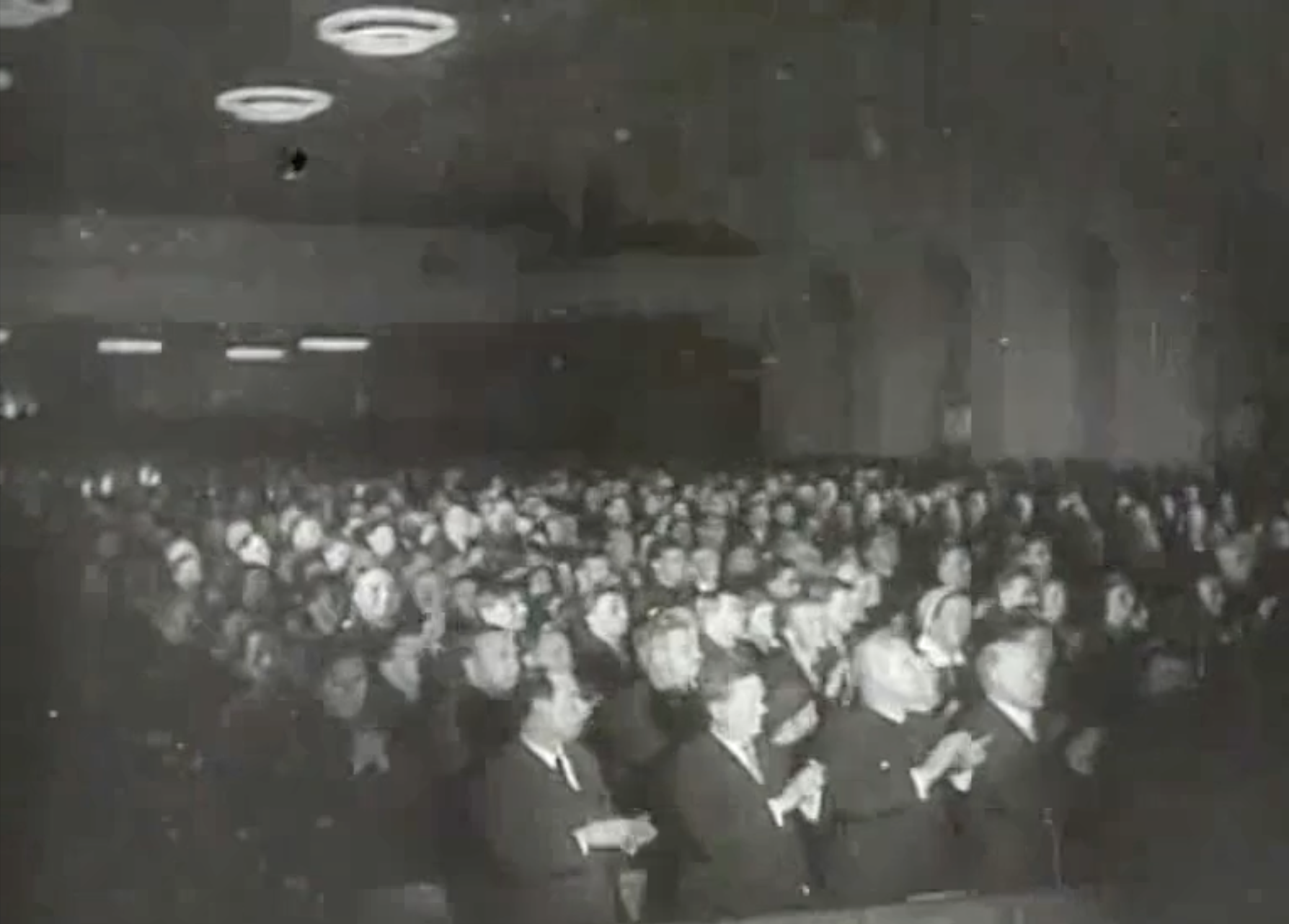
Делегаты аплодируют выходу М.И. Калинина, И.В. Сталина и В.М. Молотова на трибуну

## Итог выборов
| VII-ой всесоюзный съезд советов       |                                                     |        |        |       |       |       |
| Партия                                | Партия                                              | Голоса | Голоса | Места | Места | Места |
| Партия                                | Партия                                              | No.    | %      | До    | После | +/–   |
|                                       | Всесоюзная коммунистическая партия (большевиков)    | —      | 74,08  | 1151  | 1498  | ▲347  |
|                                       | Беспартийные                                        | —      | 21,01  | 390   | 425   | ▲35   |
|                                       | Всесоюзный ленинский коммунистический союз молодёжи | —      | 4,91   | 35    | 99    | ▲64   |
|                                       |                                                     |        |        |       |       |       |
| Действительных голосов                | Действительных голосов                              | —      | —      | —     | —     | —     |
| Недействительных голосов              | Недействительных голосов                            | —      | —      | —     | —     | —     |
| Всего                                 | Всего                                               | —      | 100.00 | 1576  | 2022  | ▲446  |
| Зарегистрированных избирателей / Явка | Зарегистрированных избирателей / Явка               | —      | —      | —     | —     | ▬     |